# Drinker (dinosauriër)
Drinker is een geslacht van plantenetende ornithischische dinosauriërs, behorend tot de groep van de Euornithopoda, dat tijdens het late Jura leefde in het gebied van het huidige Noord-Amerika.

## Vondst en naamgeving
Eind jaren tachtig vonden amateurpaleontologen James Siegwarth en James Filla in de Main Breakfast Bench Quarry in Albany County, Wyoming het skelet van een kleine dinosauriër. In 1990 werd deze benoemd en beschreven door Siegwarth, Filla, Robert Thomas Bakker en Peter Malcolm Galton als de typesoort Drinker nisti. De geslachtsnaam verwijst naar de beroemde negentiende-eeuwse Amerikaanse paleontoloog Edward Drinker Cope, die zelf vernoemd was naar de filantroop Edward Drinker. Een verwante soort was al vernoemd naar Copes rivaal, Othniel Charles Marsh: Othnielia. De soortaanduiding is een acroniem van het instituut waar de twee ontdekkers als natuurkundigen werkten, het National Institute of Standards and Technology, een instelling van het Amerikaanse ministerie van handel.
Het holotype, CPS 106, is gevonden in een laag van de Morrisonformatie die dateert uit het middelste Tithonien, ongeveer 148 miljoen jaar oud. Het bestaat uit een gedeeltelijk skelet waarvan stukken kaak, wervels en delen van de ledematen bewaard zijn gebleven. Het holotype behoort tot een onvolgroeid individu. Later zijn nog talrijke fragmentarische skeletten uit minstens vijf andere vindplaatsen aan de soort toegewezen. Het betreft de specimina CPS 107, CPS 108, CPS 109, CPS 197, CPS 198, USNM V 5808 en YPM VP 9524. Die werden in opeenhopingen gevonden; het gaat vermoedelijk om jeugdgroepen. Volgens Bakker schuilden jonge dieren in groepen van zes tot vijfendertig exemplaren bij elkaar in gezamenlijk uitgegraven holen. De nieuwe vondsten zouden een uitstekend beeld van het gehele skelet geven maar zijn nog niet beschreven. In 1996 stelde Bakker dat de dieren niet alleen konden graven maar ook in bomen klimmen.
In 2018 stelde Galton dat zowel Drinker als Othnielia jongere synoniemen waren van Nanosaurus. Hij meldde ook dat de later gevonden skeletten van jongere dieren zoek waren.

## Beschrijving
Drinker is een kleine tweevoetige planteneter. Gregory S. Paul schatte in 2010 de lichaamslengte op twee meter, het gewicht op twintig kilogram.
In de literatuur wordt vooral aandacht geschonken aan de tanden, die het meest onderscheidend zijn in deze soort. Er staan tanden in de praemaxilla van de bovenkaak. De tanden van het bovenkaaksbeen zijn driehoekig met een centraal geplaatst punt. Aan de basis van de tandkroon is er een gedeeltelijk verdikte rand die vooraan scherp naar boven uitsteekt en zelf ook weer voorzien is van kartelingen. De binnenzijde heeft een verticale hoofdrichel. Het email aan beide tandzijden is even dik. De tanden van de onderkaak hebben dikker email. Hun snijranden hebben ruim vijftien duidelijke kartelingen die zelf weer kleinere vertandingen tonen. De kartelingen lopen niet in richels uit.
De staart is niet verstijfd door verbeende pezen.

## Fylogenie
De besachrijvers meenden dat Drinker te basaal was voor de Hypsilophodontidae en plaatsen hem daarom samen met Othnielia in een Othnieliidae en die weer in een ruimere groep, de Hypsilophodontoidea. Alle drie de begrippen zijn tegenwoordig in onbruik geraakt en Drinker wordt nu gezien als een basaal lid van de Euornithopoda.